# نووی کوتوم
نووی کوتوم (به لاتین: Novy Kutum) یک منطقهٔ مسکونی در روسیه است که در استان آستراخان واقع شده‌است.